# 92 (số)
92 (chín mươi hai) là một số tự nhiên ngay sau 91 và ngay trước 93.